# Abdelaziz Chamkh
 (septembre 2019).
Si vous disposez d'ouvrages ou d'articles de référence ou si vous connaissez des sites web de qualité traitant du thème abordé ici, merci de compléter l'article en donnant les références utiles à sa vérifiabilité et en les liant à la section « Notes et références ».
Abdelaziz Chamkh (en chleuh: ⵄⴱⴷⵍⵄⴰⵣⵉⵣ ⵛⵛⴰⵎⵅ Ɛbdlɛaziz Ccamx, en arabe: عبد العزيز الشامخ Abd al-Azīz al-Šāmikh), né en 1951 à Irguiten[Quoi ?] et mort le 11 avril 2014 à Rabat, est un artiste berbère chleuh marocain, membre du groupe Izenzaren Chamkh à côté de ses frères Abdelkbir et Mohamed, ainsi qu'Oublid, TawTaw et Jaidi. 
Il est en activité artistique dès son jeune âge vers la fin des années 1960, et a continué à contribuer à la scène musicale amazigh jusqu'à sa mort.

## Biographie
Abelaziz Chamkh est le fondateur du groupe Izenzaren. Dès son jeune âge, il est influencé par la musique des rrwais qui passent loger dans la maison de son père. Il rejoint la troupe Tabghaynoust dès 1969, puis Lakdam en 1972. Obligé de quitter le groupe Lakdam, à la suite d'une rivalité entre Dchaira et Inezgane comme le précise l'artiste dans une interview[pourquoi ?], il rencontre Lahcen Fertal pour créer le groupe Jil Sidi el mekki avec l'arrivée d'Igout Abdelhadi et Brahim Talbi ainsi qu'Ali Baoussouss, qui deviendra plus tard le groupe Izenzaren. À la suite d'un incident sur la scène d'Aït Melloul le 3 mars 1976 pendant la fête du Trône, le groupe se divise en deux.[réf. nécessaire].
Izenzaren Chamkh commence en 1976 par enregistrer à la radio les morceaux de Lakdam comme Imik simik, Awdass atassanou, et les chansons Yan outbir oumlil, et Mid largoug. En 1976, le groupe sort son premier album Amtta ouhouy chez Boussiphone (Disque 33 tours), puis en 1979, son second album, Afoullouss. S'ensuivent les albums des années 1980 : Lqbelr izwaren : La Première Qibla, Taghyit : le Cri !, Yan awn innan, Celui qui vous dit et Wiss Sa Iguenwan - Le Septième Ciel[réf. nécessaire].
Dans les années 1990, le groupe sort un seul album, Aghrab ouraysflid - Le Mur n'entend pas, puis Abdelaziz Chamkh part en France pendant quelques années. Son retour au Maroc marque la scène avec la sortie du single Boughaba et les premiers essais de la chanson Argan d'Oumazigh: Argan et l'Amazigh[pas clair][source secondaire nécessaire].
Le groupe joue sur scène le 29 juin 2012 à Agadir pour le compte du festival Timitar.
En 2014, Abdelaziz Chamkh souffre d'une maladie grave et reste hospitalisé à l'hôpital militaire de Rabat, où il meurt le 11 avril 2014.

## Hommages
En 2016, la municipalité de Dcheira, au Maroc, a nommé une place en son nom.